# Tietgens Have
Tietgens Have er et kontorhus, der er beliggende på Østbanegade på Indre Østerbro i København umiddelbart overfor Nordhavn Station.
Byggeriet, der er på 42.000 kvadratmeter, blev opført 1992-1994 af Hvidt & Mølgaard på den såkaldte Kryloitgrund, der frem til 1990 rummede Øresunds chemiske Fabriker. Det er opkaldt efter erhvervsmanden C.F. Tietgen.
Tidligere holdt havde Skat sit domicil i store dele af huset, der foruden kontorer omfatter flere butikslejemål og en parkeringskælder.
Efter Skats fraflytning i 2020 er huset blev omdannet til et kontorhus til flere, mindre virksomheder. Det har siden 2018 været ejet af pensionskassen PenSam, der købte det for lidt under 1 milliard kroner.